# Троя
Тро́я (греч. Τροία, Τροίη), или Илио́н (греч. Ἴλιον) — древний город-крепость в Малой Азии на полуострове Троада у побережья Эгейского моря, на берегу лагуны у входа в Дарданеллы.
Троянская война воспета в поэме «Илиада», автором которой считается Гомер. События, описанные Гомером, в нынешнем представлении историков относятся к крито-микенской эпохе. Народ, населявший Трою, в древнегреческих источниках именуется тевкрами.
Руины Трои, обнаруженные в конце 1860-х годов Генрихом Шлиманом при раскопках холма Гиссарлык (в 7 км от современного побережья), с 1998 года занесены в список Всемирного наследия ЮНЕСКО. Гиссарлык расположен в современной турецкой провинции Чанаккале.
Предположительно именно Илион именуется в хеттских источниках Вилуса (хетт. URUWi-lu-ša ). Ближайшие к Трое поселения в древности назывались Дардания и Скамандр.

## Название

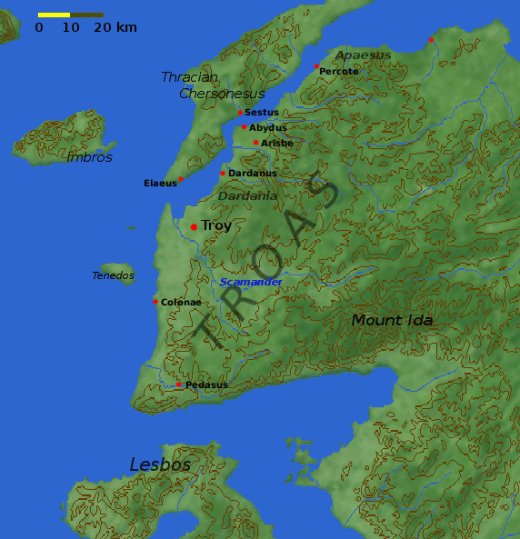
карта Троады

Древнегреческие топонимические легенды возводили название «Илион» к основателю города Илу, сыну Троса, который, свою очередь, якобы назвал страну по своему имени «Троей».
Имя «Троя» фигурирует в хеттских клинописных табличках Богазкёйского архива как Таруиша. На египетской стеле времён Рамзеса III упомянута его победа над морским народом «турша». Это название часто сопоставляют с народом «тереш», упомянутым несколько ранее на стеле Мернептаха. Единства в мнениях о том, были ли эти люди троянцами, в научном мире нет. Имена с данным корнем встречаются в микенских текстах, например командир отряда to-ro-o.
Прежде высказывались соображения, что термины «Троя» и «Илион» могли обозначать различные города одного и того же древнего государства, либо один из этих терминов мог обозначать столицу, а другой — собственно государство, и «слились» в один термин лишь в «Илиаде» (согласно Гиндину и Цымбурскому, Троя — обозначение страны, а Илион — города). Такая точка зрения не лишена оснований, поскольку в «Илиаде», в свою очередь, выделяются фрагменты с параллельными сюжетами, то есть, возможно, восходящие к различным пересказам одного и того же сюжета; к тому же, «Илиада» возникла спустя много столетий после событий Троянской войны, когда многие детали могли забыться.

## Раскопки Трои

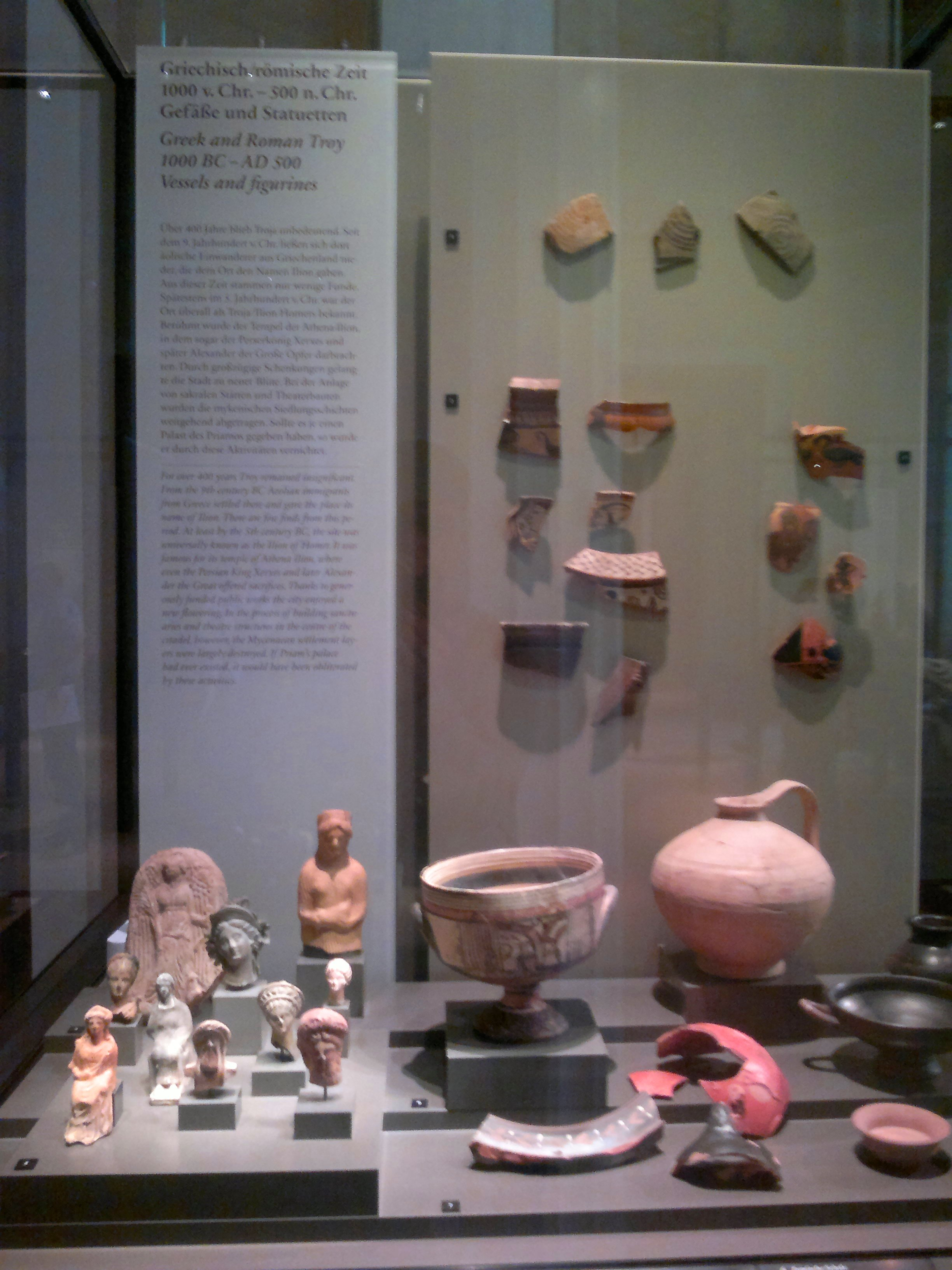
Артефакты из Трои VIII (Новый музей, Берлин)

Среди современных Генриху Шлиману историков была распространена гипотеза о том, что Троя могла находиться на месте селения Бунарбаши. Тождество холма Гиссарлык с гомеровской Троей предположил в 1822 г. Чарлз Макларен. Сторонником его идей был Френк Калверт, который начал в Гиссарлыке раскопки за 7 лет до Шлимана. По иронии судьбы, участок холма Гиссарлык, принадлежавший Калверту, оказался в стороне от гомеровской Трои. Генрих Шлиман, который был знаком с Калвертом, начал целенаправленное исследование второй половины Гиссарлыкского холма в конце XIX века. Так называемый клад Приама, найденный Шлиманом 31 мая 1873 года, составил около 8000 предметов, извлечённых в течение трёх недель. Однако, как выяснилось позднее (и это признал Шлиман), к Приаму они не имели отношения. Датировка их относится к 2600—2300 гг. до н. э., к так называемой Трое II. В ходе поспешного извлечения предметов команда нарушила порядок раскопок и перемешала археологические слои.
Большинство находок Шлимана после Второй мировой войны было вывезено из Германии в СССР (см. трофейное искусство). Знаменитый клад Приама на протяжении десятилетий считался утраченным. Лишь в 1990-е гг. выяснилось, что обнаруженные Шлиманом артефакты хранятся в Пушкинском музее и в Государственном Эрмитаже. Последующие археологи обнаружили в Гиссарлыке следы девяти крепостей-поселений, существовавших в разные эпохи.
Первое из найденных в Гиссарлыке поселений (так называемая Троя I) представляло собой крепость диаметром менее 100 м и, очевидно, существовало на протяжении длительного периода. К эпохе, описанной в «Илиаде», относится седьмой слой. В этот период Троя представляет собой обширное (площадью свыше 200 тысяч м²) поселение, обнесённое крепкими стенами с девятиметровыми башнями.
После Шлимана раскопками в Гиссарлыке занимались Вильгельм Дёрпфельд, Карл Блеген и Манфред Корфман, который обнаружил вокруг холма останки нижнего города. Крупные раскопки 1988 года показали, что население города в гомеровскую эпоху составляло от шести до десяти тысяч жителей — по тем временам, весьма внушительное число. Согласно данным экспедиции Корфмана, площадь нижнего города была примерно 170 тысяч м², цитадели — 23 тысячи м² (это в 15 раз больше значений, которые приводят предшественники Корфмана).
Для привлечения туристов в 1970-е гг. на территории археологической зоны была воздвигнута полноразмерная модель Троянского коня. За плату желающие могут забраться внутрь.
В 2024 году археологи обнаружили в культурном слое перед дворцом два наконечника стрел, а в 2025 году — тайник со снарядами для пращи возрастом около 3500 лет, что указывает на военную активность в данном районе и рассматривается учёными в качестве свидетельства в пользу реальности Троянской войны.

## Девять основных слоёв древней Трои
Древний Илион стоял на берегу мелкой лагуны и контролировал переправу между Европой и Азией в одном из самых удобных для этого мест, а также вход в Мраморное и Чёрное моря. Когда лагуну занесло илом, эта роль перешла к расположенному севернее городу Византий (он же Константинополь). Холм Гиссарлык, расположенный в 5 км от современного побережья, содержит останки по крайней мере девяти последовательно сменявших друг друга поселений:
- Кумтепе или Троя 0 — неолитическое поселение, существовавшее в окрестностях Трои.
- Троя I (3000—2600 гг. до н. э.): первое троянское поселение, диаметром 100 м, было застроено очень примитивными жилищами из глиняных кирпичей. Судя по оставшимся следам, оно погибло во время пожара. Керамика имеет сходство с керамикой культуры Езеро в Болгарии[9]. Д. Энтони связывает его с первой волной индоевропейского заселения Анатолии (предки хеттов, лувийцев и т. д.).
- Троя II (2600—2300 гг. до н. э.): следующее поселение было для своего времени на редкость развитым и богатым. Его защищали мощные стены (снизу известняковые, сверху глинобитные) высотой в 5 м и шириной в 4 м, а также деревянное ограждение[10]. В 1873 году немецкий археолог Шлиман обнаружил в этом слое знаменитый троянский клад, который состоял из многочисленного оружия, медных безделушек, частей драгоценных украшений, золотых сосудов, могильных плит доисторического и раннеисторического периода. В III тысячелетии до н. э. эта высокоразвитая культура была также уничтожена пожаром.
- Троя III—IV—V (2300—1900 гг. до н. э.): эти слои свидетельствуют о периоде упадка в истории древнего города.
- Троя VI (1900—1300 гг. до н. э.): Верхний город увеличился в диаметре до 200 метров, нижний — до 400 метров; высота стен достигала 10 метров[10]. Нижний город окружал ров шириной в 4 м и глубиной в 2 м. Обнаружены следы системы водоснабжения. Поселение стало жертвой сильного землетрясения 1300 года до н. э.
- Троя VII-A (1300—1200 гг. до н. э.): к этому периоду, возможно, относится знаменитая Троянская война. Конец поселению положила война: на улицах нижнего города обнаружены незахороненные трупы, метательные снаряды пращников, наконечники эгейских стрел.
- Троя VII-B (1200—900 гг. до н. э.): полуразрушенная Троя была захвачена фригийцами.
- Троя VIII (900—350 гг. до н. э.): в это время город населяли алеанские греки. Многочисленные достопримечательности, напоминающие о героях Троянской войны, привлекали в Трою путешественников. Среди них царь Ксеркс, который принёс здесь в жертву более 1000 голов скота.
- Троя IX (350 г. до н. э. — 400 г. н. э.): довольно крупный центр эллинистической эпохи. Римляне, считавшие себя потомками троянцев, не жалели средств на поддержание святынь города в образцовом состоянии.

|                        |  |               |  |                     |
| Реконструкция цитадели |  | План раскопок |  | Гиссарлык в разрезе |

## Язык и письменность
Вопрос о языке Гектора и Приама занимал учёных с античности. Вместе с тем, в слоях Гиссарлыка, относимых к бронзовому веку, письменные памятники долгое время не обнаруживались. Из хеттских источников известно, что в Вилусе для письма использовались деревянные, а не глиняные таблички. Такие носители письма не отличаются долговечностью и неизбежно погибают при пожарах.
В середине 1980-х гг. Н. Н. Казанский опубликовал несколько обломков глиняных сосудов из Трои с непонятными знаками, напоминавшими критское письмо: он назвал эти знаки троянским письмом. По мнению большинства специалистов, это не надписи, а лишь подражание письменности.
В 1995 г. в слоях Трои VII была обнаружена печать с лувийскими иероглифами. В сочетании с последними данными о том, что имена Приама и других троянских героев скорее всего имеют лувийское происхождение, в научном мире всё более укореняется мнение о том, что древние троянцы говорили на лувийском наречии. В выпущенной в 2004 году Оксфордским университетом монографии Иоахим Латач приходит к выводу, что лувийский язык был официальным языком гомеровской Трои. Вопрос о повседневном языке троянцев пока остаётся открытым.
Несмотря на это, Троя находилась под сильным эллинским влиянием, многие знатные троянцы параллельно носили местные и греческие имена (например, Парис одновременно носил имя Александр). Тот факт, что греческие имена троянцев не являются выдумкой Гомера, подтверждают хеттские надписи, упоминающие Алаксанду (то есть Александра) и других правителей Таруисы (Вилусы). 

## Галерея

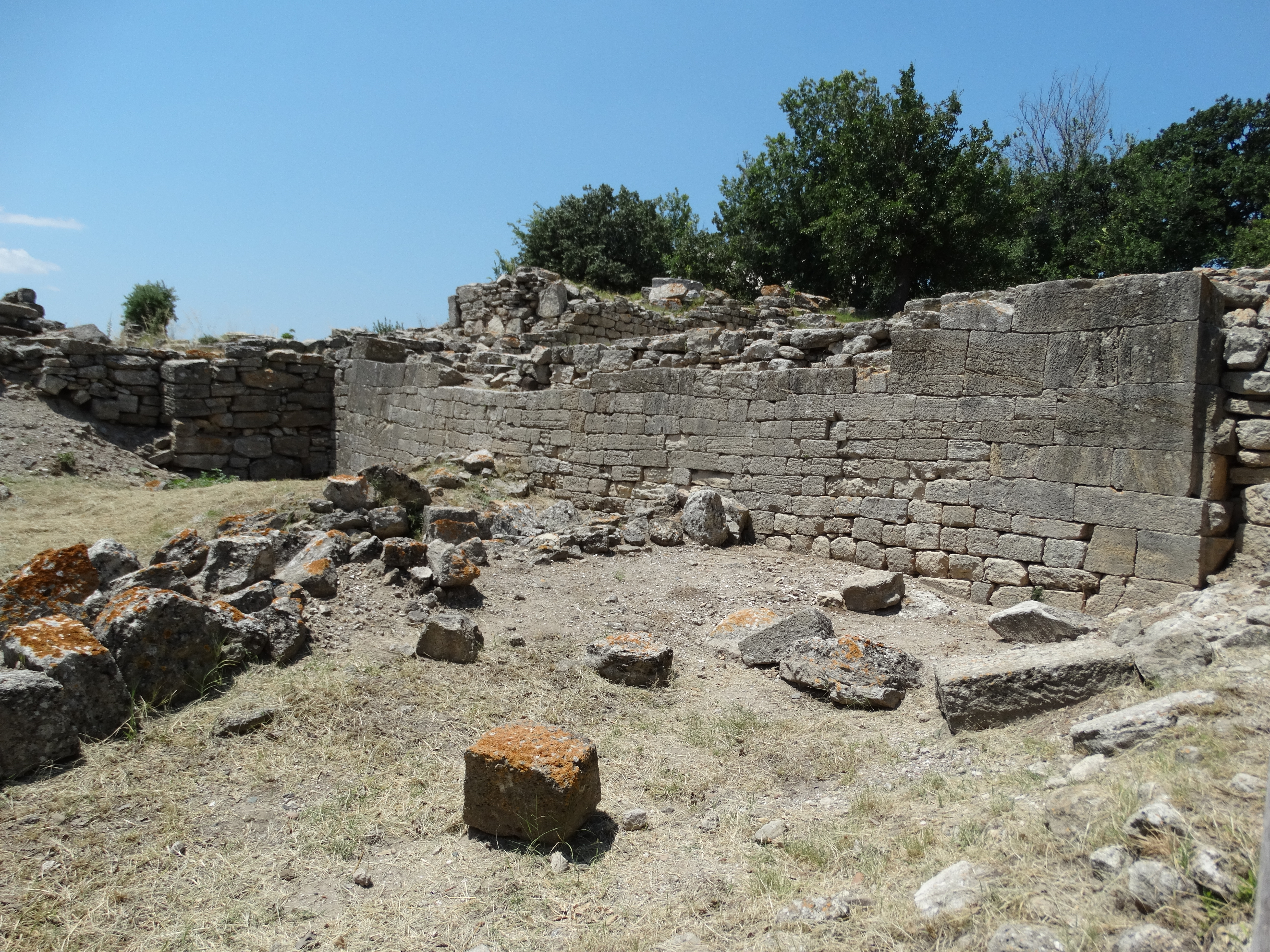
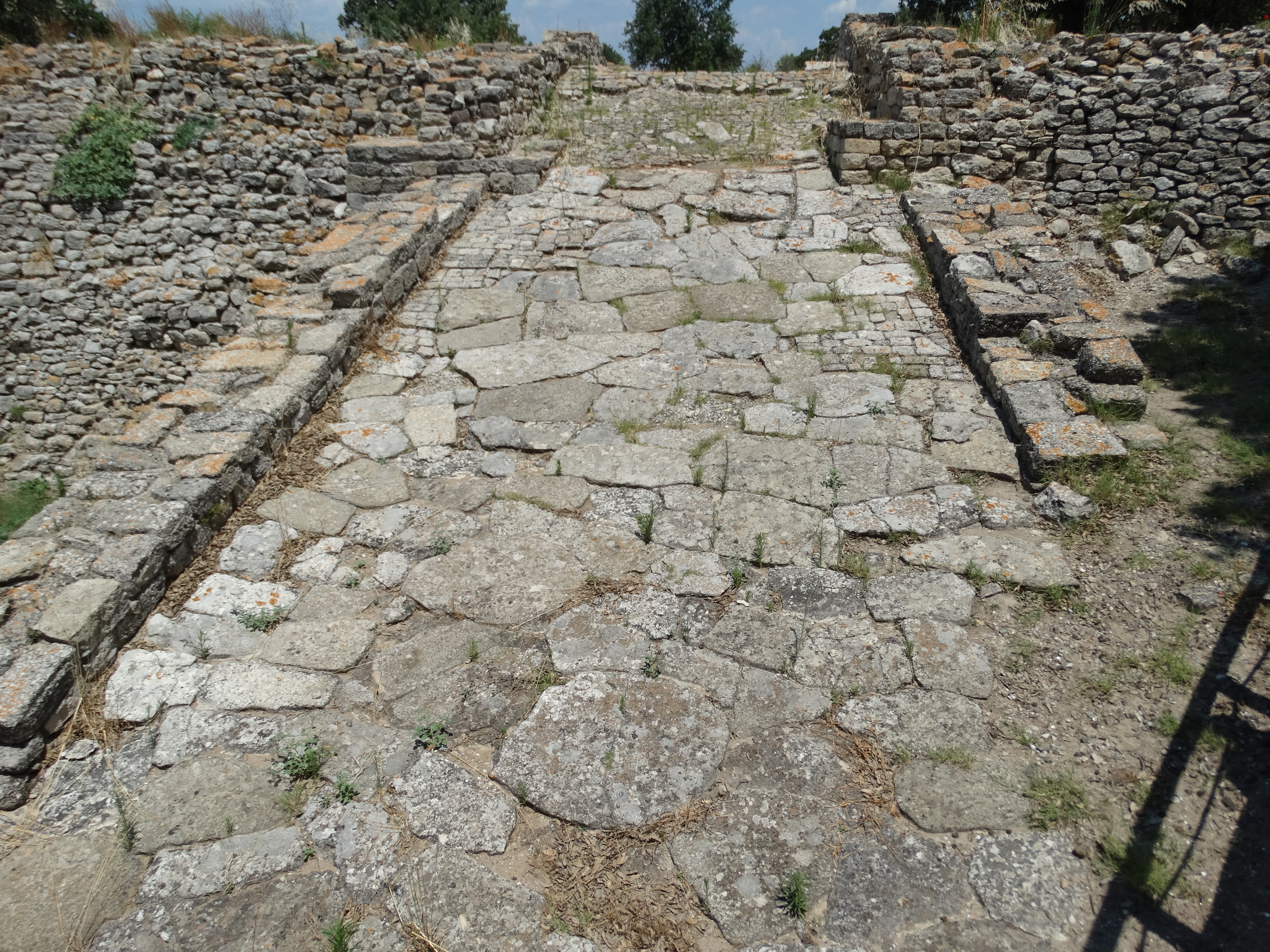
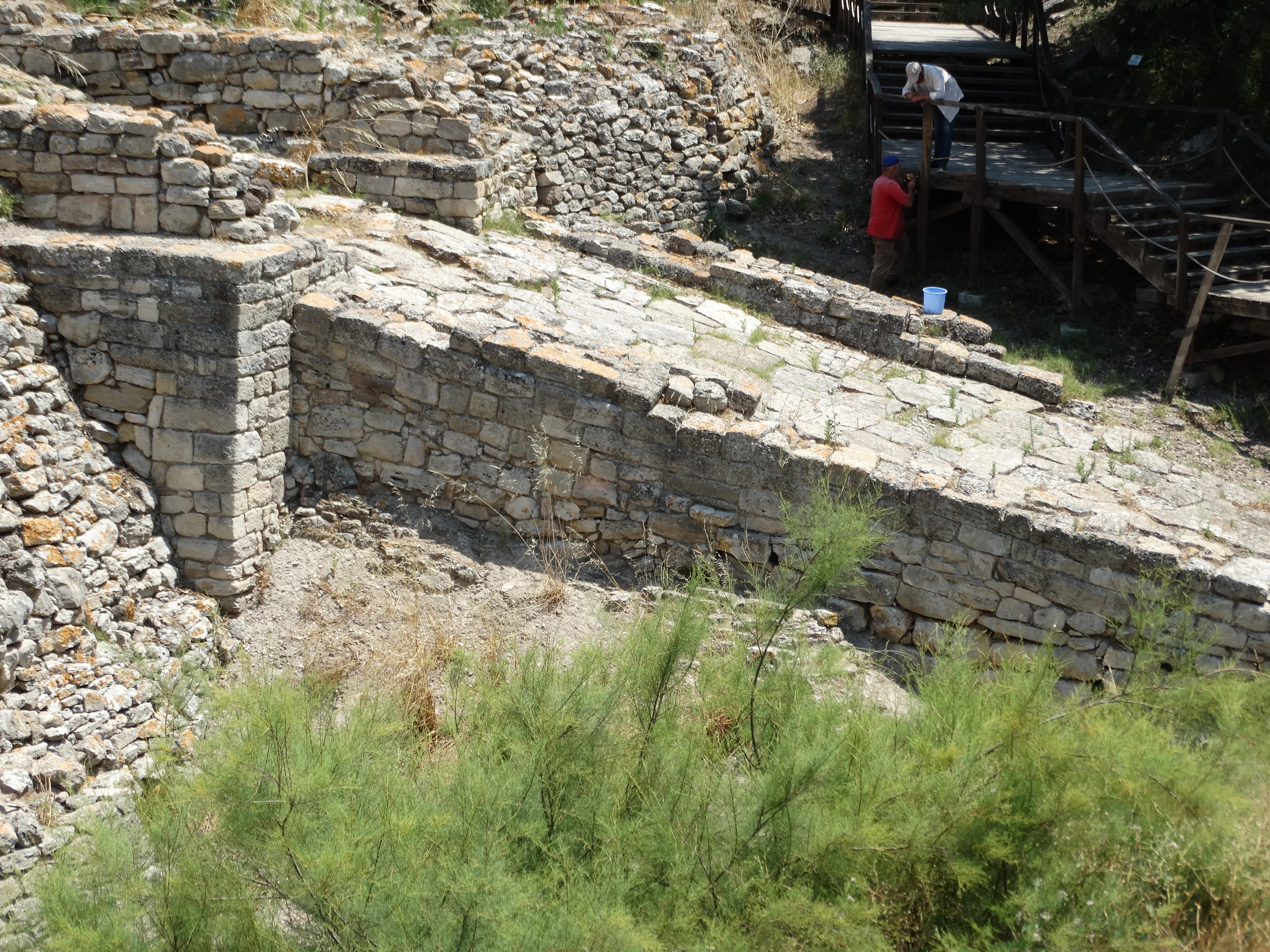
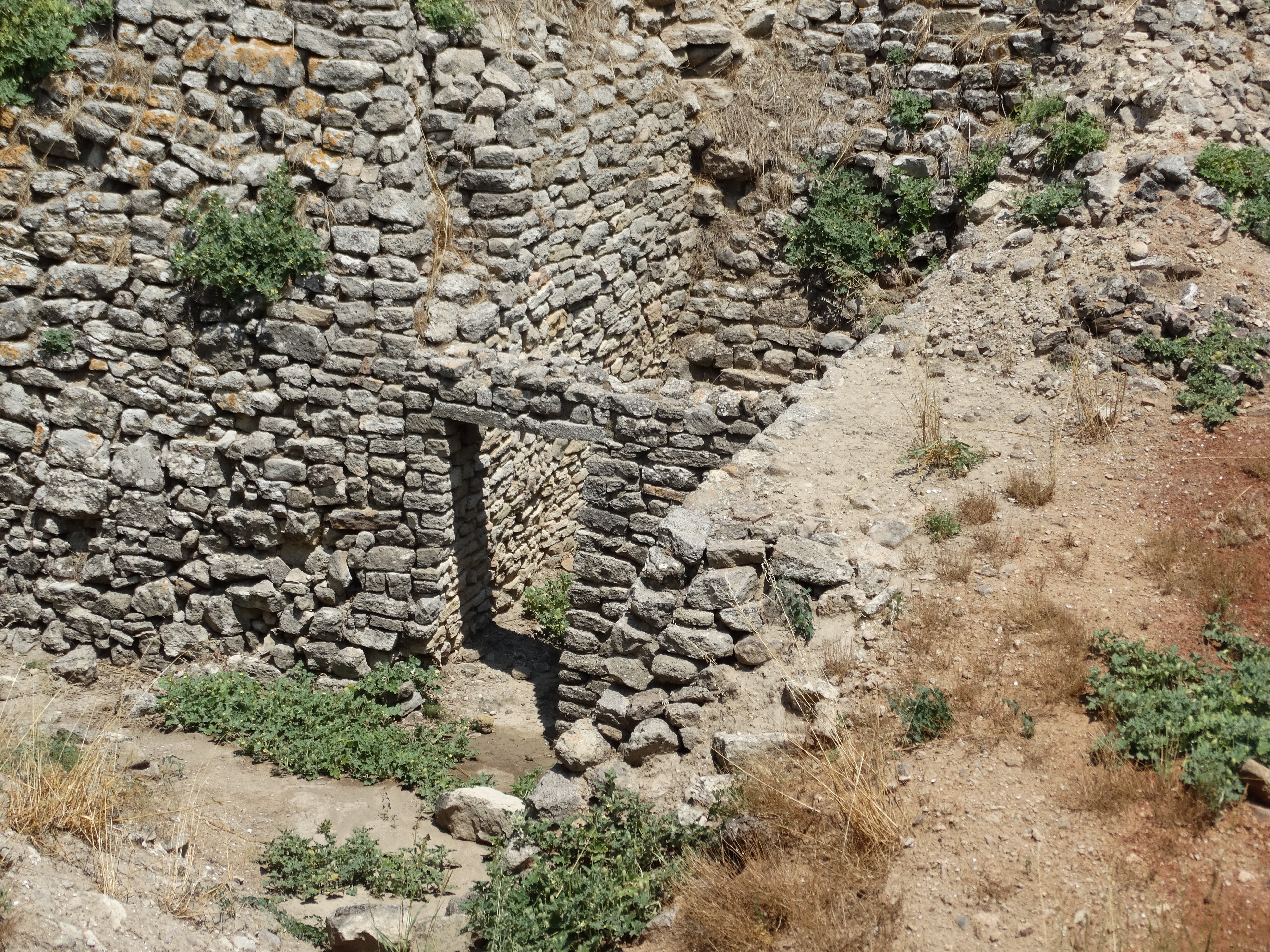
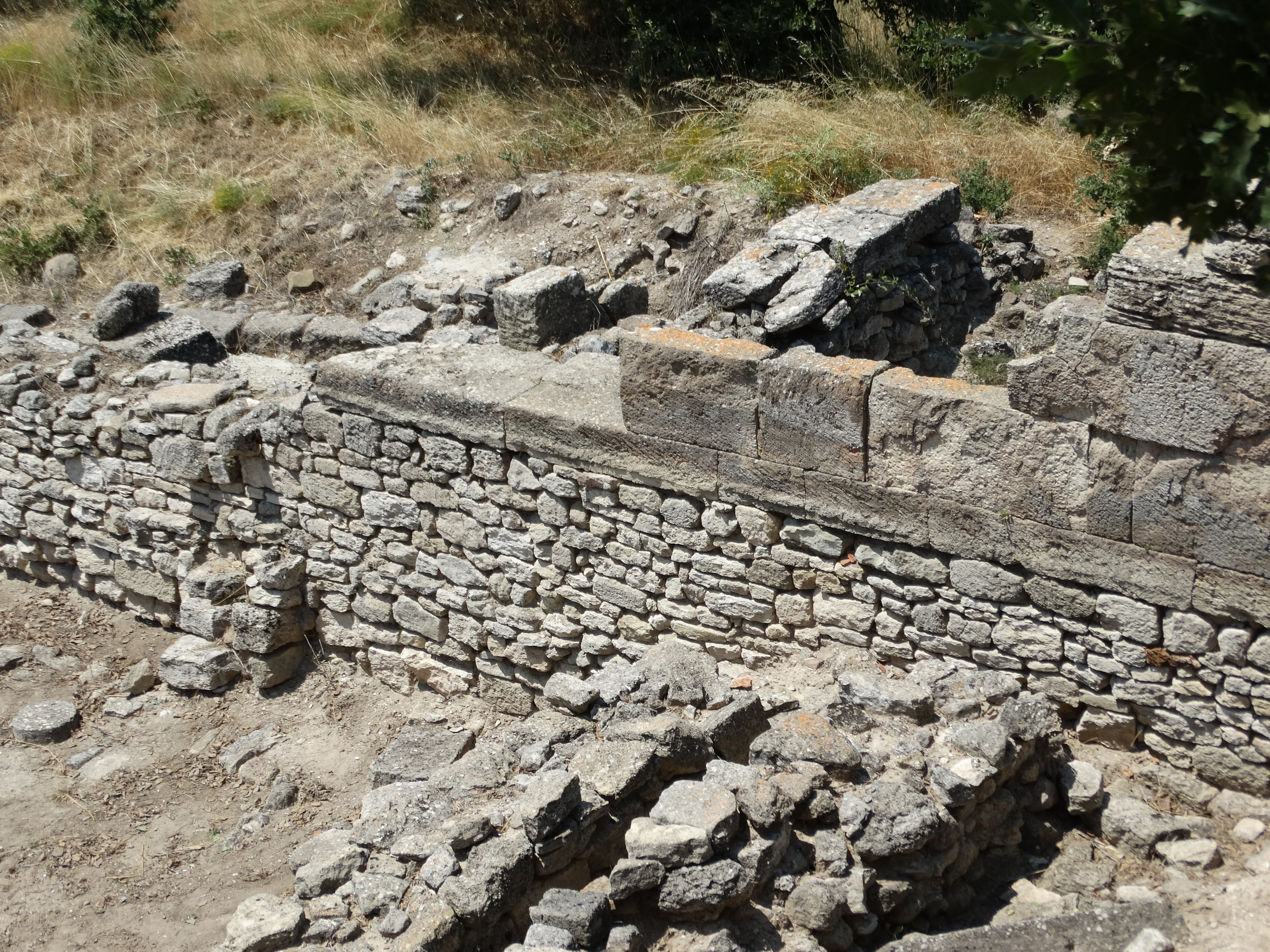
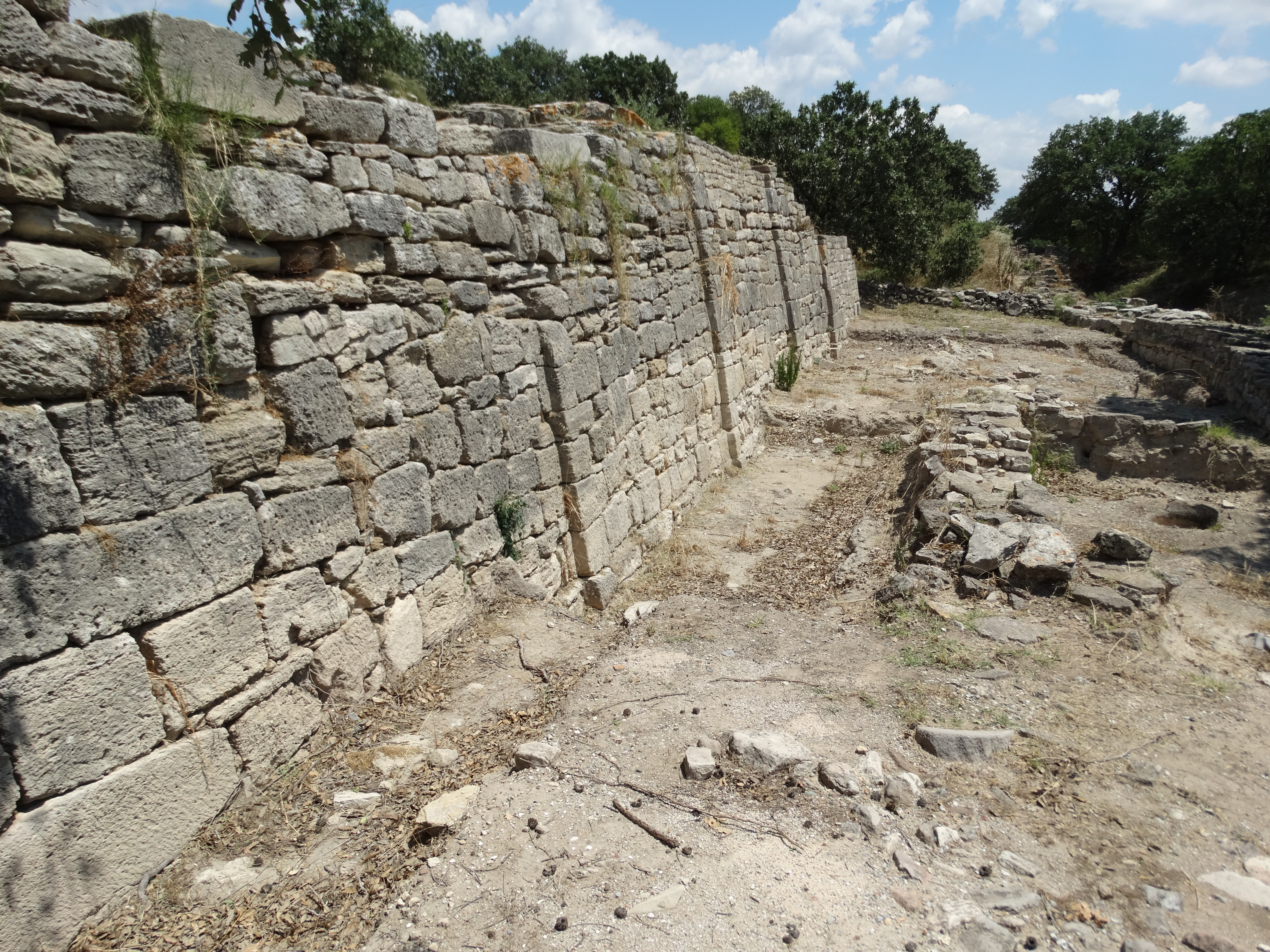
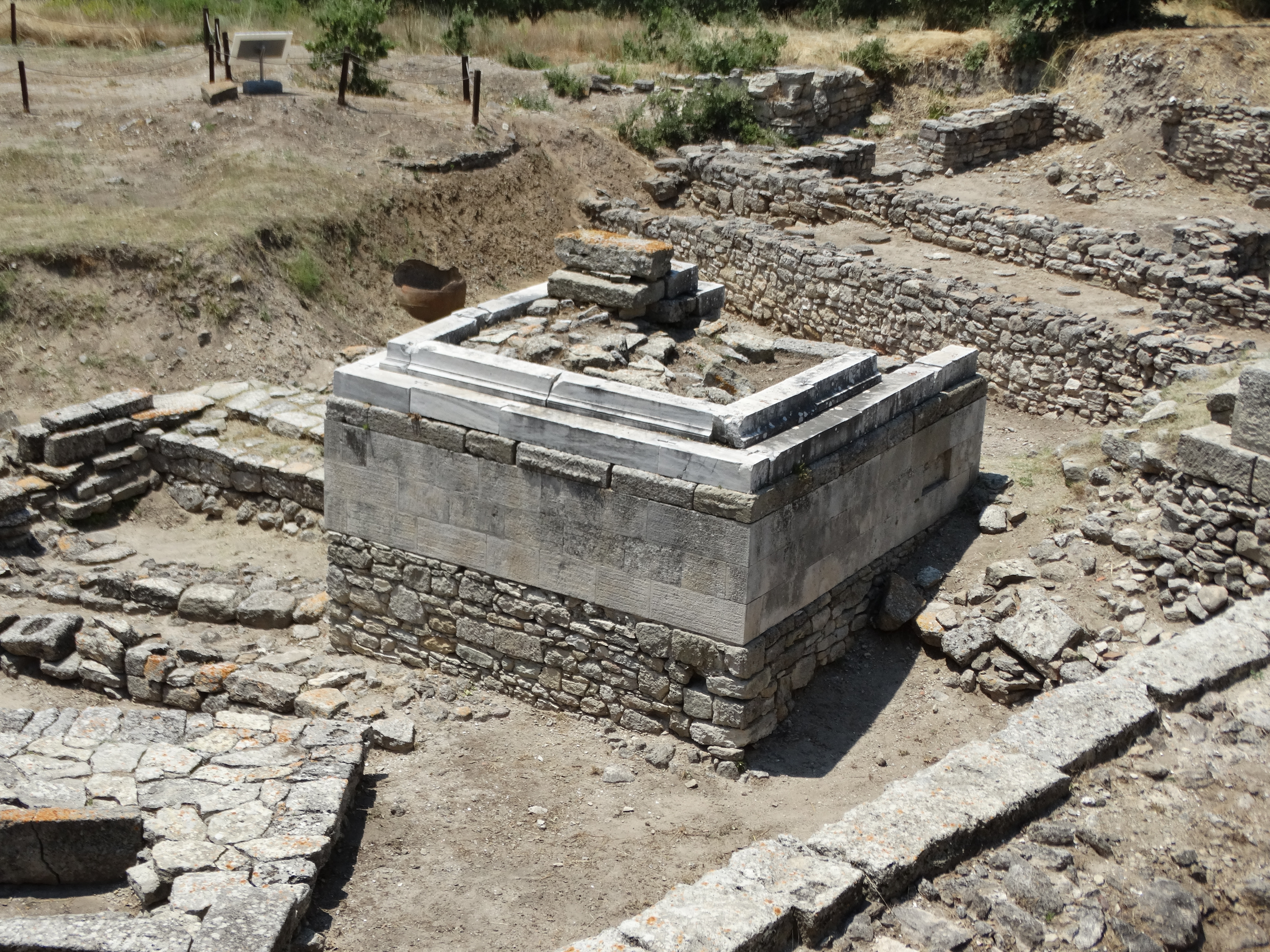
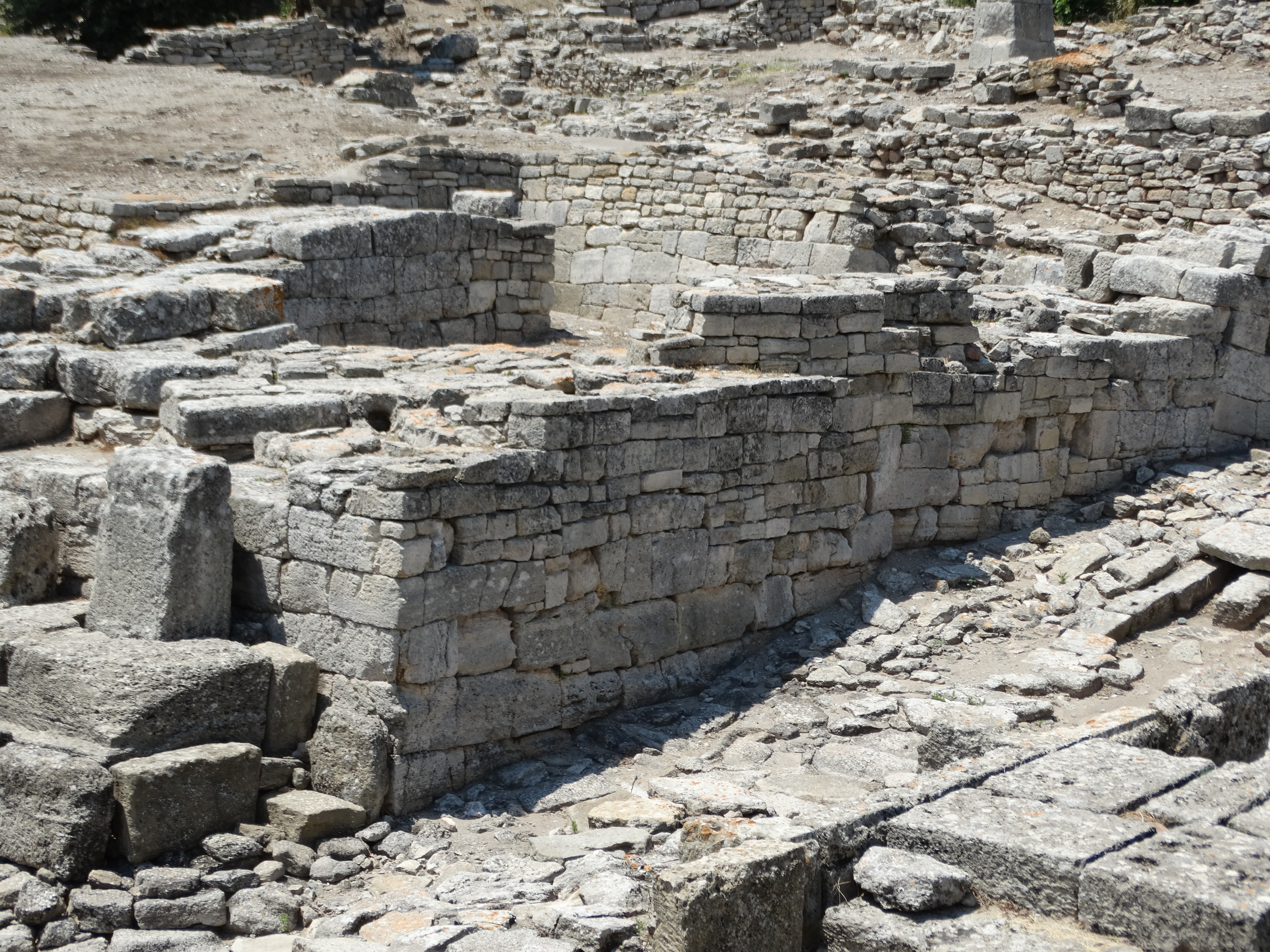
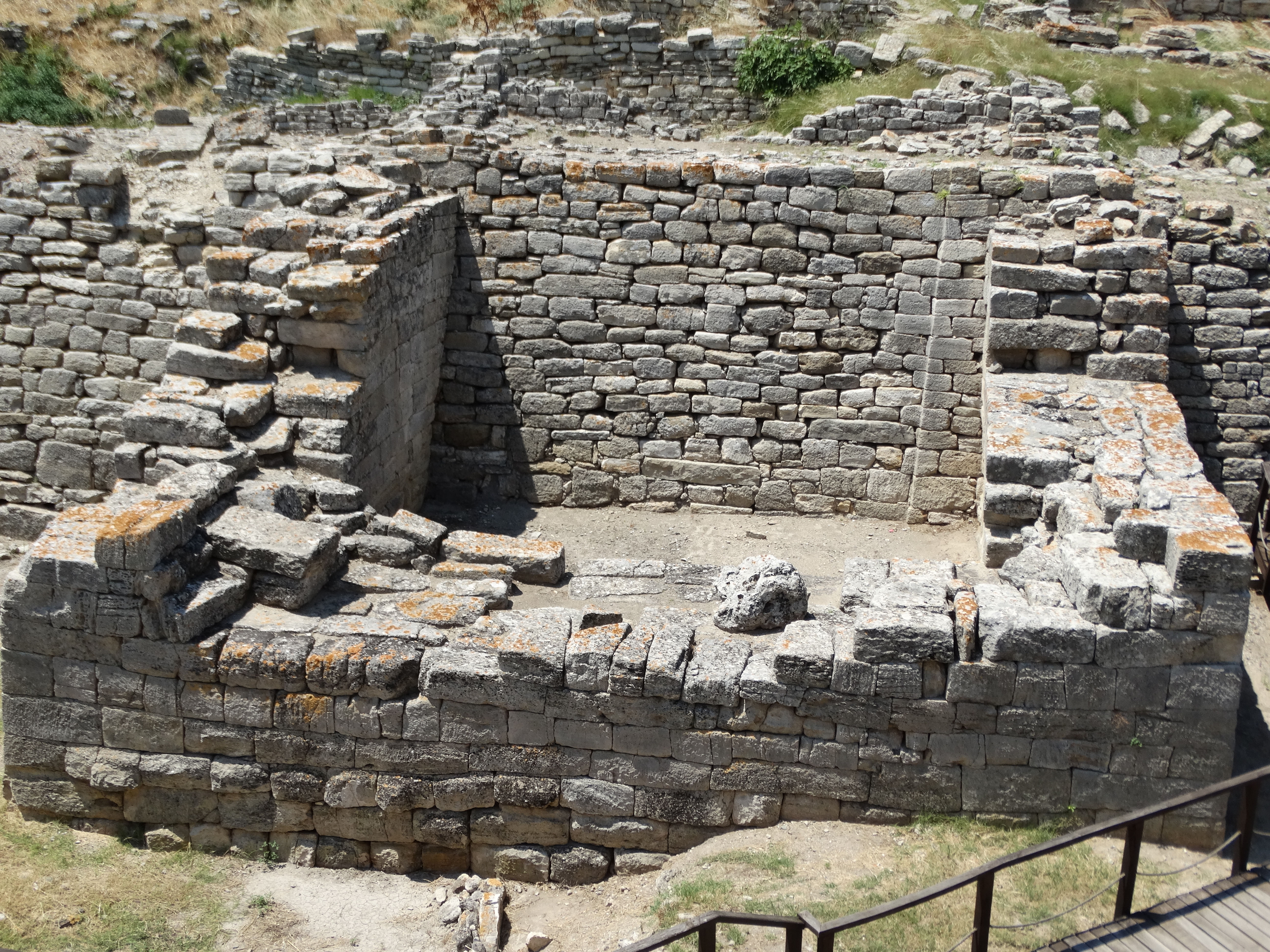